# Rallye Velké Británie 1999
Rallye Velké Británie 1999 byla čtrnáctou a poslední soutěží Mistrovství světa v rallye 1999. Soutěž měla 22 rychlostních zkoušek o délce 389,39 km. Startovalo 160 posádek a 94 jich dojelo do cíle. Zvítězil zde Richard Burns s vozem Subaru Impreza WRC. 

## Průběh soutěže
První zkoušku vyhrál Tommi Mäkinen ale po druhé se do čela dostal Juha Kankkunen. Za ním byli jezdci Peugeot Sport v pořadí Francois Delecour a Marcus Grönholm a za nimi Burns, Carlos Sainz, Didier Auriol a Mäkinen. Colin McRae měl lehkou nehodu a byl až osmý. V druhé etapě začal vyhrávat Burns, který se posunul na první místo před Kankkunena a Grönholma. McRae odstoupil po nehodě s jiným vozem. Burns vyhrával i ve třetí etapě a upevňoval si vedení. V devatenáctém testu havaroval Armin Schwarz s vozem Škoda Octavia WRC a musel ze soutěže odstoupit. Ve stejné etapě havaroval a odstoupil i Grönholm. Sainz a Delecour museli odstoupit kvůli technickým problémům a stejná příčina velmi zpomalila Auriola. Tím se na čtvrté místo dostal Bruno Thiry s další Octavií.

## Výsledky
1. Richard Burns, Robert Reid - Subaru Impreza WRC
2. Juha Kankkunen, Juha Repo - Subaru Impreza WRC
3. Harri Rovanperä, Risto Pietiläinen - Seat Cordoba WRC
4. Bruno Thiry, Stéphane Prévot - Škoda Octavia WRC
5. Freddy Loix, Sven Smeets - Mitsubishi Carisma GT EVO 6
6. Thomas Radström, Gunnar Barth - Ford Focus RS WRC
7. Gilles Panizzi, Hervé Panizzi - Peugeot 206 WRC
8. Markko Märtin, Joomas Kitsing - Toyota Corolla WRC
9. Petter Solberg, Phil Mills - Ford Focus RS WRC
10. Matthias Kahle, Dieter Schneppenheim - Toyota Corolla WRC